# Dragon (revistă)
Dragon este una dintre cele două reviste oficiale pentru materialul sursă al jocului de rol Dungeons & Dragons și produsele asociate, cealaltă fiind revista Dungeon.
TSR, Inc. a lansat inițial revista lunară tipărită în iunie 1976 în continuarea fostei publicații a companiei, The Strategic Review, din 1975. Ultimul număr tipărit a fost nr. 359 din septembrie 2007. La scurt timp, Wizards of the Coast (parte a Hasbro, Inc.), actualul deținător al drepturilor de autor al publicației, a relansat Dragon ca revistă online, continuând cu numerotarea ediției tipărite. Ultimul număr care a apărut a fost nr. 430 în decembrie 2013. O publicație digitală numită Dragon+, care înlocuiește revista Dragon, a fost lansată în 2015. Este creată de Dialect în colaborare cu Wizards of the Coast, iar sistemul său de numerotare pentru numere a început de la nr. 1.
În 1999, o compilație pe CD-ROM a primelor 250 de numere, numită Dragon Magazine Archive (Arhiva revistei Dragon), a fost lansată în format PDF cu un vizualizator special. Include cele 7 numere ale The Strategic Review. 
În 2002, Paizo⁠(d) Publishing a achiziționat drepturile de a publica atât Dragon, cât și Dungeon, sub licență de la Wizards of the Coast. Dragon a fost publicat de Paizo începând cu septembrie 2002.
La 18 aprilie 2007, Wizards of the Coast a anunțat că nu va reînnoi licențele lui Paizo. Paizo a publicat ultimele ediții tipărite ale revistelor Dragon și Dungeon în septembrie 2007.

## Conținut
Mulți dintre cei mai cunoscuți scriitori, designeri de jocuri și artiști din lumea jocurilor au publicat lucrări în revistă. În cea mai mare parte a activității sale, revista a publicat frecvent ficțiune de fantezie, fie povestiri scurte, fie fragmente de romane. După anii 1990, apariția acestora a devenit relativ rară. Un exemplu târzie a fost fragmentul prezentat în numărul 305 din romanul de mai târziu al lui George R. R. Martin, nominalizat la Hugo, Festinul ciorilor. A prezentat, de asemenea, recenzii de cărți ale romanelor fantastice și științifico-fantastice și, ocazional, ale unor filme de interes deosebit, cum ar fi filmul TV din 1982 Labirinturi și monștri (Mazes and Monsters).
De la începutul revistei și până în numărul 274, din august 2000, Dragon a publicat articole pentru diferite versiuni ale Dungeons & Dragons și, în diferite momente, alte sisteme de jocuri. Începând cu numărul 274, Dragon a publicat exclusiv ediția a 3-a de conținut D&D sau conținut pentru alte jocuri publicate de jocurile cu sistemul d20 de la Wizards Of The Coast. Odată cu lansarea actualizării ediției 3.5 în iulie 2003, începând cu numărul 309  a publicat doar conținutul ediției 3.5 și avea un cadru de tip „100% oficial Dungeons & Dragons ”. Revista a trecut la ediția a 4-a odată cu numărul 364 din 2008.
Majoritatea articolelor revistei oferă material suplimentar pentru D&D, inclusiv noi clase de prestigiu, rase, monștri și multe alte subiecte care pot fi folosite pentru a îmbunătăți un joc. O coloană populară de lungă durată Sage Advice oferă răspunsuri oficiale la întrebările Dungeons & Dragons trimise de jucători. Alte articole oferă sfaturi și sugestii pentru jucători și Dungeon Masters (DM). Uneori, se discută despre probleme legate de meta-gaming, cum ar fi înțelegerea cu colegii jucători. La sfârșitul perioadei de tipărire, revista conține și patru benzi desenate; Nodwick⁠(d), Dork Tower⁠(d), Zogonia și o versiune specializată a benzilor desenate web The Order of the Stick⁠(d). Anterior au mai apărut benzi desenate populare orientate spre jucători inclusiv Knights of the Dinner Table⁠(d), Finieous Fingers⁠(d), What's New with Phil & Dixie⁠(d), Wormy, Yamara și SnarfQuest⁠(d).
La începutul anilor 1980, aproape fiecare număr conține o aventură de joc de rol, un simplu joc de societate sau un fel de supliment special de joc (cum ar fi un castel decupat din carton). De exemplu, Snit's Revenge⁠(d), The Awful Green Things from Outer Space⁠(d) și File 13  ilustrate de Tom Wham⁠(d) au început toate ca suplimente în Dragon. Aceste caracteristici bonus sunt rare după lansarea în 1986 a revistei Dungeon, care a publicat câteva noi aventuri Dungeons & Dragons în fiecare număr.
În anii 1980, după ce TSR a cumpărat Simulations Publications Inc.⁠(d), revista avea o subsecțiune numită Ares Magazine, bazată pe revista SPI cu acest nume, specializată în jocuri de rol SF și cu supereroi, cu pagini marcate de un chenar gri. Conținutul a inclus scrieri pentru diferite personaje ale Universului Marvel pentru Marvel Super-Heroes de la TSR.

### Numere speciale
Dragon a fost precedat de șapte numere The Strategic Review. În primii ani ai revistei, a publicat și cinci numere „Best of”, retipărind articole foarte apreciate din The Strategic Review și The Dragon. Din 1996 până în 2001, revista Dragon a publicat „Dragon Annual”, al treisprezecelea număr cu tot conținutul nou.

## Redactori
Versiuni tipărite:
- #1 – 34: Timothy J. Kask, redactor
- #35 – 48: Jake Jaquet, redactor
- #49 – 114 și 199 – 217: Kim Mohan, redactor-șef
- #115 – 198: Roger E. Moore, redactor
- #218 – 221: Wolfgang Baur, redactor
- #222 – 238: Pierce B. Watters, redactor-șef
- #222 – 229: Anthony J. Bryant, redactor
- #230 – 273 și 274 – 287: Dave Gross, redactor și redactor-șef
- #288 – 311: Jesse Decker, redactor-șef
- #312 – 315: Chris Thomasson, redactor-șef
- #316 – 326: Matthew Sernett, redactor-șef
- #327 – 359: Erik Mona, redactor-șef

Versiuni digitale (online/PDF):
- #360 – 387: Chris Youngs, redactor-șef
- #388 – 430: Steve Winter, redactor-șef
- ( Dragon +) #1-7 Matt Chapman, redactor-șef; #8-13 John Houlihan, redactor-șef; #14-prezent Matt Chapman, redactor-șef

## Premii
- 1984: Premiul Origins pentru cea mai bună revistă profesională de joc de rol din 1984 [9]
- 1986: Premiul Origins pentru cea mai bună revistă profesională de joc de rol din 1985
- 1987: Premiul Origins - „Premiul special pentru realizare remarcabilă din 1987”. [10]
- 1990: Premiul Origins pentru cea mai bună revistă profesională de jocuri de aventură din 1989 [11]
- 1994: Premiul Origins pentru cea mai bună revistă de jocuri profesionale din 1993
- 1995: Premiile Origins pentru cea mai bună revistă de jocuri profesionale din 1994, Origins Adventure Gaming Hall of Fame [12]
- 2004: Premiul Origins pentru cel mai bun periodic periodic 2003 [13]
- 2007: Premiul Origins pentru cea mai bună publicație non-ficțiune a anului 2006

## Alte lansări
O colecție de reviste Dragon a fost lansată sub numele de Dragon Magazine Archive în 1999. A fost lansată ca un CD-ROM cu o aplicație Windows și fișiere PDF. A fost regizată de Rob Voce și publicată de TSR / Wizards of the Coast. Pyramid a revizuit-o, spunând că arhiva „merită prețul”, dar că formatul aplicației sale numai pentru Windows limitează alte platforme să citească manual PDF-urile. A fost revizuită în Backstab #19.